# Wim Schuijt
Wilhelmus Johannes (Wim) Schuijt (Amsterdam, 27 juni 1909 – Zeist, 13 april 2009) was een Nederlands politicus. Hij was namens de Katholieke Volkspartij lid van de Eerste en Tweede Kamer der Staten-Generaal en het Europees Parlement.

## Loopbaan
Wim Schuijt is de zoon van een spoorwegarbeider. Hij was aanvankelijk eveneens arbeider en werd na het volgen van een avondopleiding onderwijzer. Op wat latere leeftijd studeerde hij Franse taal- en letterkunde aan de Gemeentelijke Universiteit in Amsterdam. Hij studeerde af in 1941.
Tijdens de Tweede Wereldoorlog was hij hoofdredacteur van het illegale katholieke verzetsblad Christofoor, dat na de bevrijding het gedachtegoed van de Doorbraak verbreidde en waaraan journalisten als Cor de Groot (later: De Tijd, de Volkskrant) en Ton Elias (later: De Tijd, NRC Handelsblad) verbonden waren.
Na de oorlog maakte hij als wetenschappelijk medewerker deel uit van de Parlementaire enquête naar het regeringsbeleid in de Tweede Wereldoorlog. In 1946 promoveerde hij aan de Rijksuniversiteit Utrecht. Vanaf 1952 was hij als nieuwscorrespondent namens de Katholieke Radio Omroep en De Tijd werkzaam in Parijs.
In 1956 kwam hij namens de KVP in de Tweede Kamer. Hij hield zich vooral bezig met buitenlandse zaken en was namens zijn fractie woordvoerder op dat gebied. Hij was een voorvechter voor de internationale samenwerking van de christendemocraten en van de Europese eenwording.
Vanaf 1958 maakte hij tevens deel uit van het Europees Parlement, waarvan de leden op dat moment nog bepaald werden door de nationale parlementen. Zowel in 1959 als in 1967 werd hij bij de Tweede Kamerverkiezingen niet direct herkozen, maar kwam hij enkele maanden later toch terug in het parlement nadat een aantal partijgenoten toetraden tot het kabinet. Bij de Tweede Kamerverkiezingen 1971 werd hij niet herkozen. Hij stelde zich vervolgens kandidaat voor de Eerste Kamer, waar hij van 1971 tot 1977 deel van uitmaakte.
Naast zijn Kamerlidmaatschap was Schuijt hoofdredacteur van het KVP-ledenblad De Opmars. Ook was hij actief in de vredesbeweging Pax Christi. Hij was vicevoorzitter van deze organisatie, maar legde deze functie in 1968 neer toen Pax Christi zich na de inval van het Warschaupact in Tsjechoslowakije uitsprak tegen verhoging van defensie-uitgaven.
Schuijt ontving in 1953 de Medal of Freedom voor zijn activiteiten in de oorlog. Hij werd onderscheiden tot Ridder in de Orde van de Nederlandse Leeuw (1968), Officier in de Orde van de Academische Palmen, Ridder in het Legioen van Eer en Commandeur in de Orde van Verdienste van de Republiek Italië. Schuijt was getrouwd met Ante Boom, met wie hij vier kinderen kreeg, onder wie de oud-senator en voormalig rechter Nanneke Quik-Schuijt.

## Publicaties
- Doctrinael des tijds (proefschrift, 1946)
- Van den drie blinde danssen (1955)
- Frankrijk: land, volk, cultuur (1956)
- Vertaling van Over de democratie in Amerika II van Alexis de Tocqueville; http://www.papierentijger.org/index.php?topic=politiekegeschiedenis&style_id=0

- Biografisch Portaal: 62711496
- Digitale Bibliotheek voor de Nederlandse Letteren: schu071
- Gemeinsame Normdatei: 1158072600
- International Standard Name Identifier: 0000 0003 6903 8296
- Nederlandse Thesaurus van Auteursnamen: 069222967
- Parlement.com: vg09ll89fjve
- Virtual International Authority File: 120351303
- WorldCat: E39PBJqqvkmpQjgWfY8QbMk7HC